# Темаша
Темаша (перс. تماشا‎) — село на севере Ирана, в остане Тегеран. Входит в состав шахрестана Пардис. Является частью дехестана (сельского округа) Керешт бахша Меркези.

## География
Село находится в центральной части остана, на расстоянии приблизительно 8 километров (по прямой) к югу от города Пардис, административного центра шахрестана. Абсолютная высота — 1526 метров над уровнем моря.

## Население
По данным переписи 2006 года население села составляло 75 человек (44 мужчины и 31 женщина). В Темаше насчитывалось 19 домохозяйств. Уровень грамотности населения составлял 76 %. Уровень грамотности среди мужчин составлял 77,3 %, среди женщин — 74,2 %.
В 2016 году в селе имелось 4 домохозяйства и проживало 15 человек (9 мужчин и 6 женщин).